# Robert MacPherson

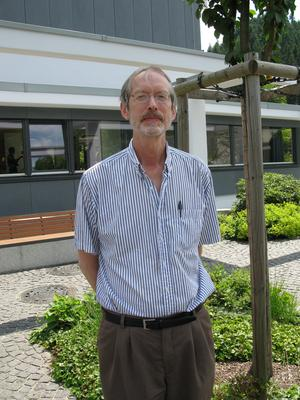
Robert MacPherson, 2008

Robert Duncan MacPherson (* 25. Mai 1944 in Lakewood, Ohio) ist ein US-amerikanischer Mathematiker, der sich mit algebraischer Geometrie beschäftigt.

## Leben
MacPherson ist der Sohn des Kernphysikers Herbert MacPherson, der im Manhattan Project für die Bor-freie Herstellung von hochreinem Graphit verantwortlich und später stellvertretender Direktor im Oak Ridge National Laboratory war. Er machte seinen Bachelor-Abschluss am Swarthmore College 1966 und wurde 1970 an der Harvard University bei Raoul Bott mit der Dissertation Singularities of Maps and Characteristic Classes promoviert.
1970 war er Instructor an der Brown University, wo er 1972 Assistenzprofessor und 1974 Associate Professor wurde. Von 1977 bis 1987 war er dort Professor. 1987 bis 1994 war er Professor am Massachusetts Institute of Technology (MIT) und ab 1994 am Institute for Advanced Study in Princeton, wo er seit 2007 „Hermann Weyl–Professor“ ist.
Als Gastwissenschaftler war er unter anderem 1974/75 und 1980/81 am Institut des Hautes Études Scientifiques (IHES), 1976/77 an der Universität Paris VII, 1980 am Steklow-Institut für Mathematik in Moskau, 1992 am Max-Planck-Institut für Mathematik in Bonn, 1991 in Chicago, 1994 in Utrecht und 2000 in Rom (Universität La Sapienza).
Er ist bekannt als Erfinder (1974) der Schnitthomologie mit seinem Studenten Mark Goresky, einer Homologietheorie für singuläre Räume, die daraufhin in der algebraischen Geometrie und darüber hinaus – etwa in der Darstellungstheorie – breite Anwendung fand. Goresky wurde bei ihm 1976 an der Brown University promoviert.
Mit William Fulton und anderen gab er in den 1970er Jahren der Schnitttheorie der italienischen Schule der algebraischen Geometrie der ersten Hälfte des 20. Jahrhunderts eine strenge Grundlage. Beide führten 1981 eine bivariante Theorie ein im Rahmen der Kategorientheorie zum Studium singulärer Räume.
1992 erhielt er den National Academy of Sciences Award in Mathematics. 2002 erhielt er mit Goresky den Leroy P. Steele Prize der AMS und 2009 den Heinz-Hopf-Preis der ETH Zürich. Er ist Mitglied der American Academy of Arts and Sciences (seit 1992), der National Academy of Sciences und der American Philosophical Society (seit 1999). Er ist Ehrendoktor der Brown University und der Universität Lille. 1983 hielt er einen Plenarvortrag auf dem ICM in Warschau (Global Questions in the Topology of Singular Spaces). Er ist Fellow der American Mathematical Society.
1967 entwickelte er mit Coveyou (ein Schach-Champion, der in Oak Ridge im Strahlenschutz arbeitete) einen Test für Zufallsgeneratoren (Journal of the ACM), den Donald Knuth in seinem Art of Computing als besten bekannten Test bezeichnete.
MacPherson war auch politisch aktiv in der Protestbewegung der 1968er in Harvard gegen den Vietnamkrieg und später in der Sowjetunion. Er besuchte seit 1980 regelmäßig die Sowjetunion und später Russland und schmuggelte zunächst mathematische Arbeiten zur Veröffentlichung in den Westen. Ab 1990 schmuggelte er Geld in die Sowjetunion, das er zuvor im Rahmen einer großen Spendenaktion der American Mathematical Society gesammelt hatte, und das persönlich an Mathematiker ausgehändigt wurde.
Zu seinen Doktoranden zählen Mark Goresky (sein erster Doktorand), Kari Vilonen und Yun Zhiwei.
MacPherson war bis Anfang der 1980er Jahre verheiratet und lebt mit Mark Goresky zusammen. In seiner Freizeit wandert er und fährt Fahrrad, ist Hobby-Koch, Opernliebhaber, er gärtnert und betätigt sich als Tischler und Handwerker. In seiner College-Zeit studierte er klassisches Klavier (mit einer Vorliebe für Johann Sebastian Bach).

## Schriften (Auswahl)
- Chern classes for singular algebraic varieties. In: Annals of Mathematics. Serie 2, Band 100, Nummer 2, 1974, S. 423–432, JSTOR:1971080.
- mit Mark Goresky: Intersection Homology Theory. (I). In: Topology. Band 19, Nummer 2, 1980, S. 135–162, doi:10.1016/0040-9383(80)90003-8. II. In: Inventiones Mathematicae. Band 72, Nummer 1, 1983, S. 77–129, doi:10.1007/BF01389130.
- mit Mark Goresky: Stratified Morse theory (= Ergebnisse der Mathematik und ihrer Grenzgebiete. Folge 3, Band 14). Springer, Berlin u. a. 1988, ISBN 3-540-17300-5.
- mit William Fulton: A compactification of configuration spaces. In: Annals of Mathematics. Serie 2, Band 139, Nummer 1, 1994, S. 183–225, JSTOR:2946631.
- mit Mark Goresky, Robert Kottwitz: Equivariant cohomology, Koszul duality, and the localization theorem. In: Inventiones Mathematicae. Band 131, Nummer 1, 1997, S. 25–83, doi:10.1007/s002220050197.